# St Michel United FC
St Michel United Football Club w skrócie St Michel United FC – seszelski klub piłkarski, mający siedzibę w dystrykcie Roche Caiman, grający w pierwszej lidze seszelskiej.

## Sukcesy
- I liga[1]:
  - mistrzostwo (13): 1996, 1997, 1999, 2000, 2002, 2003, 2007, 2008, 2010, 2011, 2012, 2014, 2015.

- Puchar Seszeli[2]:
  - zwycięstwo (10): 1997, 1998, 2001, 2006, 2007, 2008, 2009, 2010, 2011, 2013.

- Puchar Ligi Seszelskiej[2]:
  - zwycięstwo (4): 2004, 2008, 2009, 2010.

- Puchar Prezydenta Seszeli[2]:
  - zwycięstwo (8): 1996, 1997, 1998, 2000, 2001, 2006, 2007, 2009.

## Występy w afrykańskich pucharach
| Sezon     | Rozgrywki                 | Runda   | Kraj                          | Klub                     | Dom | Wyjazd | Dwumecz      |
| --------- | ------------------------- | ------- | ----------------------------- | ------------------------ | --- | ------ | ------------ |
| 1997      | Liga Mistrzów             | wstępna | Madagaskar                    | FC BFV                   | 1–2 | 0–3    | 1–5          |
| 1998      | Liga Mistrzów             | wstępna | Etiopia                       | Ethiopian Coffee SC      | 1–0 | 0–8    | 1–8          |
| 1999      | Puchar Zdobywców Pucharów | wstępna | Mauritius                     | Fire Brigade SC          | 2–2 | 2–2    | 4–4 (k. 3–2) |
| 1999      | Puchar Zdobywców Pucharów | 1       | Zambia                        | Power Dynamos FC         | 2–1 | 1–6    | 3–7          |
| 2000      | Liga Mistrzów             | wstępna | Mauritius                     | AS de Vacoas-Phoenix     | 1–1 | 2–1    | 3–2          |
| 2000      | Liga Mistrzów             | 1       | Zimbabwe                      | Highlanders FC           | 0–1 | 0–2    | 0–3          |
| 2001      | Liga Mistrzów             | wstępna | Madagaskar                    | AS Fortior               | 3–1 | 0–0    | 0–0          |
| 2001      | Liga Mistrzów             | 1       | Reunion                       | AS Marsouins             | 2–1 | 2–3    | 4–4          |
| 2001      | Liga Mistrzów             | 2       | Egipt                         | Al-Ahly Kair             | 0–1 | 0–5    | 0–6          |
| 2002      | Puchar Zdobywców Pucharów | 1       | Zimbabwe                      | Shabanie Mine FC         | 3–0 | 0–1    | 3–1          |
| 2002      | Puchar Zdobywców Pucharów | 2       | Demokratyczna Republika Konga | AS Vita Club             | 1–2 | 0–1    | 1–3          |
| 2003      | Puchar CAF                | 1       | Madagaskar                    | DSA Antananarivo         | 1–0 | 0–0    | 1–0          |
| 2003      | Puchar CAF                | 2       | Zambia                        | Green Buffaloes FC       | 1–2 | 0–5    | 1–7          |
| 2004      | Liga Mistrzów             | wstępna | Madagaskar                    | Ecoredipharm             | 0–0 | 2–0    | 2–0          |
| 2004      | Liga Mistrzów             | 1       | Południowa Afryka             | Orlando Pirates          | 2–3 | 1–5    | 3–8          |
| 2007      | Puchar Konfederacji       | wstępna | Reunion                       | Saint-Pauloise FC        | 2–1 | 0–1    | 2–3          |
| 2008      | Liga Mistrzów             | wstępna | Reunion                       | US Stade Tamponnaise     | 1–3 | 0–1    | 1–4          |
| 2011      | Liga Mistrzów             | wstępna | Eswatini                      | Young Buffaloes FC       | 2–1 | 0–3    | 2–4          |
| 2013      | Liga Mistrzów             | wstępna | Kenia                         | Tusker FC                | 1–4 | 0–3    | 1–7          |
| 2014      | Puchar Konfederacji       | wstępna | Madagaskar                    | AS Saint Michel          | 2–1 | 1–2    | 3–3 (k. 7–6) |
| 2014      | Puchar Konfederacji       | 1       | Zimbabwe                      | How Mine FC              | 3–1 | 1–5    | 4–6          |
| 2015      | Liga Mistrzów             | wstępna | Południowa Afryka             | Mamelodi Sundowns FC     | 1–1 | 0–3    | 1–4          |
| 2016      | Liga Mistrzów             | wstępna | Etiopia                       | Saint-George SA          | 1–1 | 0–3    | 1–4          |
| 2017      | Puchar Konfederacji       | wstępna | Sudan                         | El Hilal SC El Obeid     | 0–1 | 0–2    | 0–3          |
| 2022/2023 | Puchar Konfederacji       | 1       | Gwinea Równikowa              | Inter de Litoral Academy | –   | –      | –            |
| 2022/2023 | Puchar Konfederacji       | 2       | Demokratyczna Republika Konga | DC Motema Pembe          | 1–0 | 0–2    | 1–2          |

## Stadion
Domowe mecze klub rozgrywa na stadionie o nazwie Stade Linité w Victorii, który może pomieścić 10000 widzów.